# District de Metz
Le district de Metz est une ancienne division territoriale française du département de la Moselle de 1790 à 1795.
Il était composé des cantons de Metz, Argancy, Augny, Goin, Gorze, Lorry devant Metz, Mars la Tour, Noisseville et Rozérieulles.

## Galerie

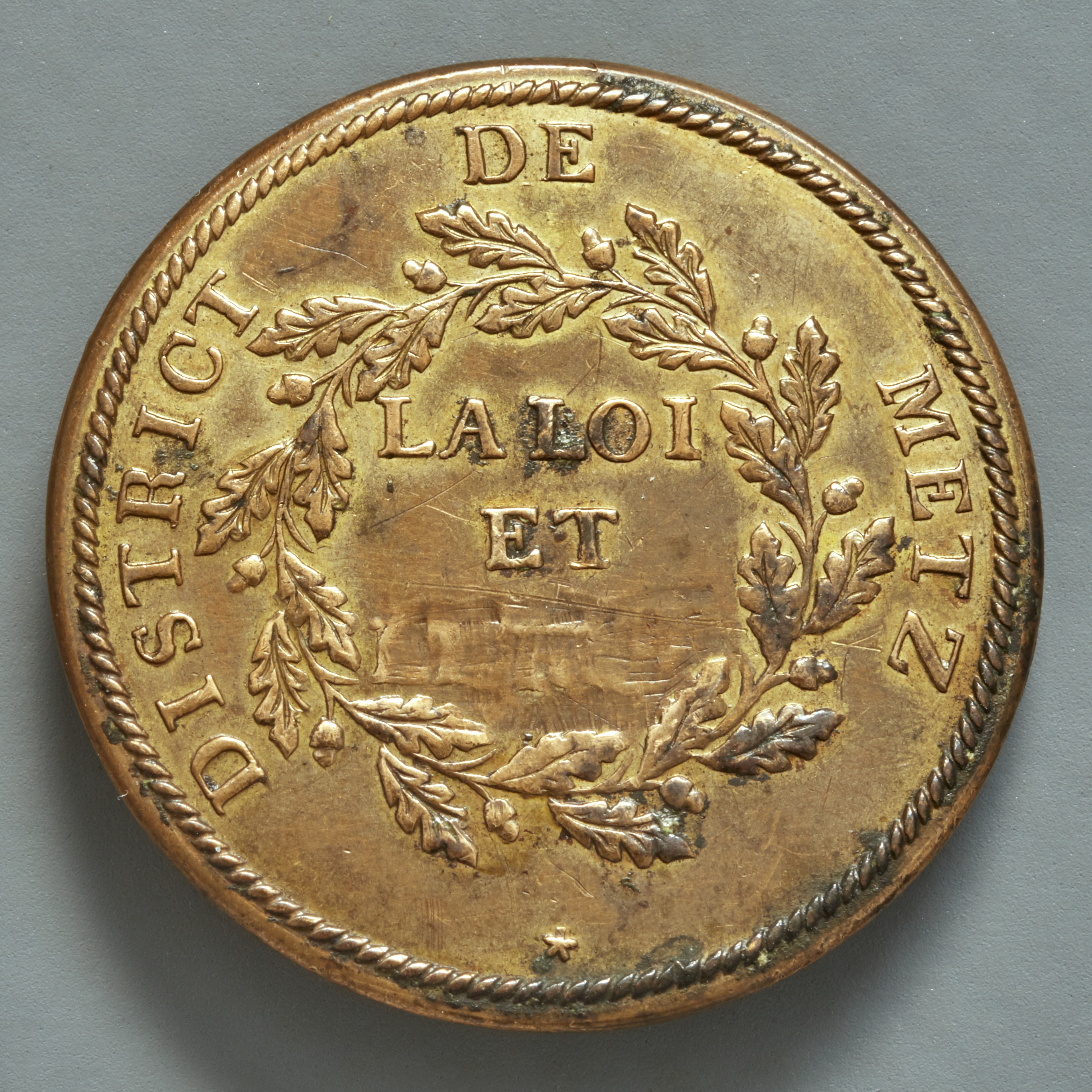
Bouton (musée Carnavalet)